# Ганс Губер
Ганс Губер (нім. Hans Huber; 28 червня 1852, Еппенберг-Вешнау — пом. 25 грудня 1921, Локарно) — композитор зі Швейцарії. Отримав освіту в Лейпцизькій консерваторії. З 1889 року викладав у Базельській консерваторії,  з 1896 року — її директор.
Автор 8 симфоній, 6 опер, 4 фортепіанних та 2 скрипкових концертів, ряду мес та інших творів.